# Ferrière-la-Petite
Ferrière-la-Petite település Franciaországban, Nord megyében. Lakosainak száma 1043 fő (2022. január 1.). Ferrière-la-Petite Cerfontaine, Colleret, Damousies, Ferrière-la-Grande, Obrechies és Quiévelon községekkel határos.

## Népesség
A település népességének változása:
| Lakosok száma | 1068 | 1073 | 1082 | 1066 | 1064 | 1058 | 1081 | 1062 | 1043 |
|               | 2013 | 2015 | 2016 | 2017 | 2018 | 2019 | 2020 | 2021 | 2022 |